# Campeonato Mundial de Taekwondo de 1979
El IV Campeonato Mundial de Taekwondo se realizó en Stuttgart (RFA) entre el 25 y el 28 de octubre de 1979 bajo la organización de la Federación Mundial de Taekwondo (WTF) y la Federación Alemana de Taekwondo.
En el evento tomaron parte 453 atletas de 38 delegaciones nacionales.

## Medallistas

### Masculino
| Evento | Oro                           | Plata                           | Bronce                                                       |
| ------ | ----------------------------- | ------------------------------- | ------------------------------------------------------------ |
| –48 kg | Lee Seung-Kyung Corea del Sur | Jaime de Pablos · México        | Emilio Azofra España Dae-Sung Lee Estados Unidos             |
| –52 kg | Yang Ki-Mo Corea del Sur      | Jesús Benito España             | Bachir Uazzani · Marruecos · Ramiro Guzmán · México          |
| –56 kg | Kim Yong-Ki Corea del Sur     | Pablo Arizmendi · México        | Chung-Sik Choi Estados Unidos Dragan Veljović RFA            |
| –60 kg | Yim Dai-Taik Corea del Sur    | Reynaldo Salazar · México       | Bernd Bartsch RFA Martin Hall Australia                      |
| –64 kg | Park Oh-Sung Corea del Sur    | Greg Fears Estados Unidos       | Henk Horsten · Países Bajos · Hubert Leuchter · RFA          |
| –68 kg | Óscar Mendiola · México       | Lindsay Lawrence Reino Unido    | Helmut Gärtner RFA Kim Moo-Chun Corea del Sur                |
| –73 kg | Rainer Müller RFA             | Guillermo Aragonés · México     | Hans Brugmans · Países Bajos · Park Chung-Ho · Corea del Sur |
| –78 kg | Kim Sang-Chun Corea del Sur   | Richard Schulz RFA              | Byl Be Yao Costa de Marfil John Holloway Estados Unidos      |
| –84 kg | Chan Chung Corea del Sur      | Eugen Nefedow RFA               | Cissé Abdoulaye Costa de Marfil Scott Rohr Estados Unidos    |
| +84 kg | Sjef Vos · Países Bajos       | Thomas Seabourne Estados Unidos | Carlos Obregón · México · Keith Whittemore · Australia       |

## Medallero
| Núm. | País            | Oro | Plata | Bronce | Total |
| ---- | --------------- | --- | ----- | ------ | ----- |
| 1    | Corea del Sur   | 7   | 0     | 2      | 9     |
| 2    | México          | 1   | 4     | 2      | 7     |
| 3    | RFA             | 1   | 2     | 4      | 7     |
| 4    | Países Bajos    | 1   | 0     | 2      | 3     |
| 5    | Estados Unidos  | 0   | 2     | 4      | 6     |
| 6    | España          | 0   | 1     | 1      | 2     |
| 7    | Reino Unido     | 0   | 1     | 0      | 1     |
| 8    | Australia       | 0   | 0     | 2      | 2     |
| 8    | Costa de Marfil | 0   | 0     | 2      | 2     |
| 10   | Marruecos       | 0   | 0     | 1      | 1     |
|      | TOTAL           | 10  | 10    | 20     | 40    |